# L'Heure du danger
Pour plus de détails, voir Fiche technique et Distribution.
L'Heure du danger (My Son) est un film américain réalisé par Edwin Carewe, sorti en 1925.

## Fiche technique
- Titre original : My Son
- Titre français : L'Heure du danger
- Réalisation : Edwin Carewe
- Scénario : Finis Fox d'après la pièce de Martha M. Stanley
- Photographie : L. William O'Connell
- Pays de production : États-Unis
- Format : Noir et blanc - 1,33:1 - Film muet
- Genre : drame
- Date de sortie : 1925

## Distribution
- Alla Nazimova : Ana Silva
- Jack Pickford : Tony

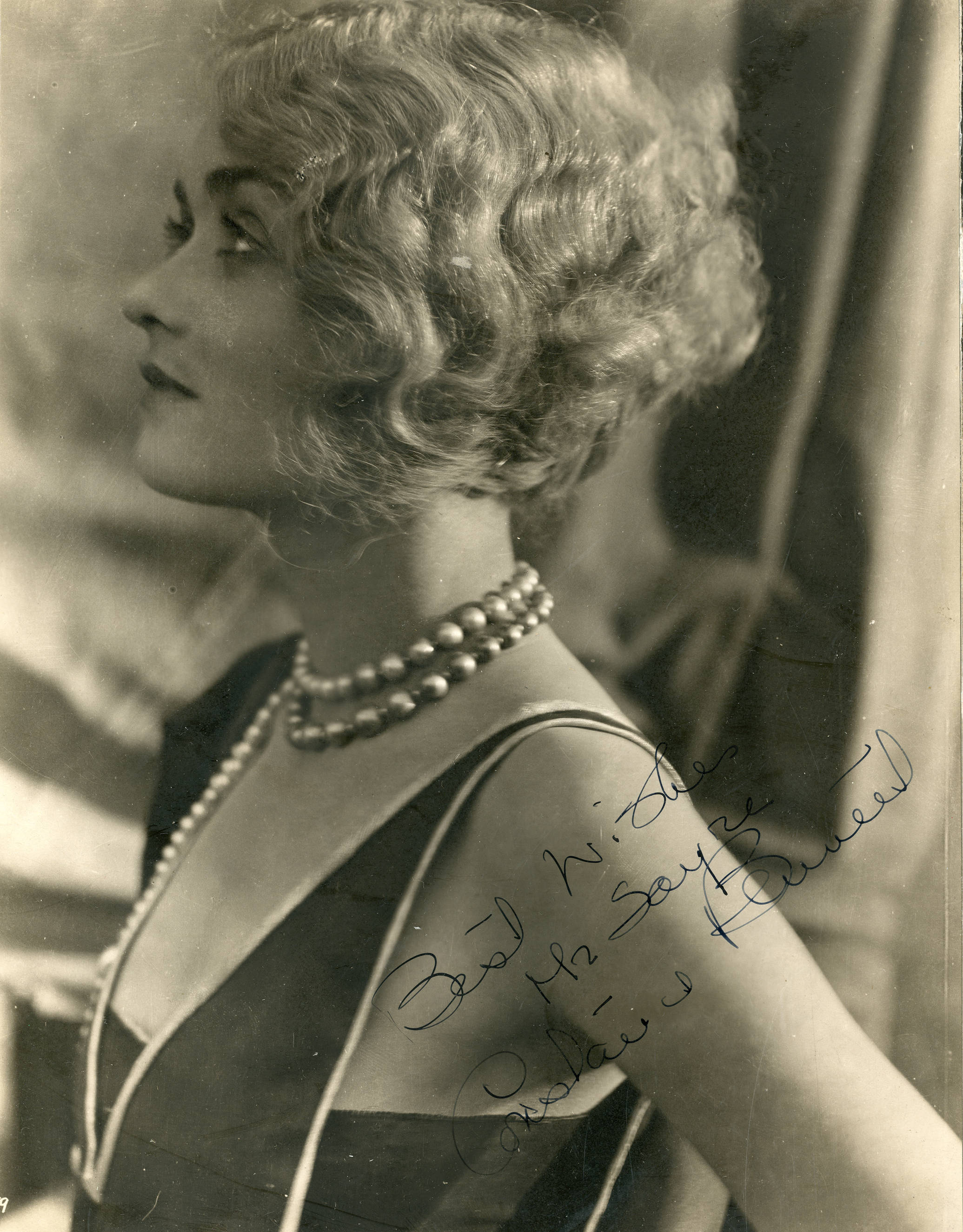
Constance Bennett.

- Hobart Bosworth : Shériff Ellery Parker
- Ian Keith : Felipe Vargas
- Mary Akin : Rosa Pina
- Charles Murray : Capitaine Joe Barnby
- Constance Bennett : Betty Smith
- Dot Farley : Hattie Smith